# Лансфорд (Пенсилванија)
Лансфорд (енгл. Lansford) град је у америчкој савезној држави Пенсилванија.

## Демографија
По попису из 2010. године број становника је 3.941, што је 289 (-6,8%) становника мање него 2000. године.
| Група             | 2000.         | 2010.         |
| Белци             | 4.118 (97,4%) | 3.650 (92,6%) |
| Афроамериканци    | 15 (0,4%)     | 40 (1,0%)     |
| Азијати           | 13 (0,3%)     | 12 (0,3%)     |
| Хиспаноамериканци | 60 (1,4%)     | 171 (4,3%)    |
| Укупно            | 4.230         | 3.941         |